# Hodżyzm
Hodżyzm (Hoxhyzm) – wariant antyrewizjonistycznego marksizmu-leninizmu, który powstał pod koniec lat 70. XX wieku z powodu rozłamu w ruchu maoistowskim, w wyniku sprzeczności ideologicznych między Komunistyczną Partią Chin i Albańską Partią Pracy w 1978 roku.
Albańczycy skupili wokół siebie międzynarodowych zwolenników tendencji, która określała się jako antyrewizjonistyczna poprzez ścisłą ochronę dziedzictwa Józefa Stalina i ostrą krytyką praktycznie wszystkich innych ugrupowań komunistycznych określanych przez nich jako rewizjonistyczne. Krytyczny wobec Stanów Zjednoczonych, Związku Radzieckiego, Chin i Jugosławii, Enver Hoxha określił trzy ostatnie jako socjal-imperialistyczne i potępił radziecką inwazję na Czechosłowację przez wycofanie się z Układu Warszawskiego w 1968 roku.
Hodża po 1978 roku domagał się uznania Albanii za jedyne państwo-dziedzica prawdziwego, tj. antyrewizjonistycznego marksizmu-leninizmu. Albańczycy byli w stanie pozyskać znaczną część maoistów, głównie w Ameryce Łacińskiej, takich jak Armia Wyzwolenia Ludowego i marksistowsko-leninowskiej partii komunistycznej w Ekwadorze, a także Komunistyczną Partię Brazylii, mieli też istotny wpływ na struktury międzynarodowe.
Po upadku rządu komunistycznego w Albanii, proalbańskie partie nadal tworzą międzynarodową platformę, w której działają np. Amerykańska Partia Pracy, Komunistyczna Partia Niemiec/Marksiści-Leniniści), Partia Pracy Iranu, Marksistowsko-leninowska Partia Stanów Zjednoczonych.
Obecnie ugrupowania czerpiące z hodżyzmu mają m.in. poparcie w Tunezji, gdzie Tunezyjska Partia Robotnicza była jedną z głównych sił opozycyjnych wobec reżimu Ben Alego. W wyborach w 2011 roku partia ta zdołała wejść do parlamentu i zdobyć 3 mandaty poselskie. 
Obecnie działa Międzynarodowa Konferencja Marksistowsko-Leninowskich Partii i Organizacji (hodżystowska).